# Raoul Laparra
Raoul Laparra, właśc. Louis Félix Emile Marie Laparra (ur. 13 maja 1876 w Bordeaux, zm. 4 kwietnia 1943 w Suresnes) – francuski kompozytor.

## Życiorys
W latach 1890–1903 studiował w Konserwatorium Paryskim, gdzie jego nauczycielami byli Louis Diémer, Gabriel Fauré, André Gedalge i Albert Lavignac. W 1903 roku otrzymał Prix de Rome za kantatę Ulysse. Współpracował jako krytyk muzyczny z czasopismami „La Ménestrel” i „Le Matin”. W swoich kompozycjach nawiązywał do tradycji muzyki hiszpańskiej i baskijskiej.
Skomponował opery Peau d’âne (wyst. Bordeaux 1899), La habanera (wyst. Paryż 1908), La Jota (wyst. Paryż 1911) i Le Joueur de viole (wyst. Paryż 1925), zarzuele Las torreras (wyst. Lille 1929) i L’illustre fregona (wyst. Paryż 1931), Un Dimanche basque na fortepian i orkiestrę.